# Gonsiori tänav
La rue Gonsior (estonien : Gonsiori tänav) est une rue de Tallinn en Estonie,.

## Présentation
La rue Gonsiori tänav traverse cinq quartiers Südalinn, Kompassi, Raua, Torupilli et Kadriorg de l’arrondissement Kesklinn.
La rue commence à l'intersection des rues Estonia puiestee et Kaubamaja tänav, où Estonia puiestee est prolongée par la rue Gonsiori tänav. Elle se termine en rencontrant la Laagna tee.
La rue Gonsiori mesure 1 778 mètres de long.
La rue porte le nom du maire de Tallinn, Jakob Johann Gonsior (1794–1865).

## Transports
Les lignes de bus n°9, 31, 42, 46 et 55 empruntent la rue.

## Lieux et monuments de la rue
| #   | Image | Nom                                                      |
| --- | ----- | -------------------------------------------------------- |
| 2   |       | Ancien bâtiment de l'Académie estonienne des arts        |
| 3-5 |       |                                                          |
| 10  |       |                                                          |
| 17  |       |                                                          |
| 21  |       | Siège d’Eesti Raadio                                     |
| 27  |       | Siège d’Eesti Televisioon                                |
| 38  |       | Lycée allemand de Kadriorg                               |
|     |       | Intersection des rues Gonsiori tänav et Laagna tee       |
|     |       | La rue Gonsiori tänav vue depuis le carrefour Pronksi.   |
|     |       | L'intersection de Vesivärava tänav et de Gonsiori tänav. |
|     |       | Gonsiori tänav                                           |
|     |       | Intersection de Gonsiori tn et Kreutzwaldi tn.           |